# Casa Pamias
La Casa Pamias, també coneguda com Villa Sara, és un xalet del municipi de Ribes de Freser (Ripollès) situat a la carretera de Barcelona. Forma part de l'Inventari del Patrimoni Arquitectònic de Catalunya.

## Descripció
Xalet de planta baixa i pis coronat a la seva part nord per una torre on s'hi desenvolupa l'escala d'accés als diferents pisos. És una de les obres més representatives del modernisme dintre del nucli urbà de Ribes. Es conserven en ell molts dels elements originaris així com una magnífica teulada de ceràmica vidriada.